# Joeropsis dollfusi
Joeropsis dollfusi is een pissebed uit de familie Joeropsididae. De wetenschappelijke naam van de soort is voor het eerst geldig gepubliceerd in 1899 door Norman.